# Sectionals
«Sectionals» (рус. Отборочные) — тринадцатый эпизод первого сезона американского музыкального телесериала «Хор», показанный телеканалом Fox 9 декабря 2009 года. Серия, написанная и срежиссированная Брэдом Фэлчаком, стала серединой первого сезона. Она рассказывает о поездке хора «Новые горизонты» на отборочные, которые покажут, какой из клубов будет представлять город на региональных соревнованиях. Между тем Финн узнаёт, что биологическим отцом ребёнка Куинн является Пак, а Кен Танака расстаётся с Эммой Пилсберри. В серии прозвучали кавер-версии шести песен, четыре из которых были выпущены в качестве синглов посредством цифровой дистрибуции, а также вошли в альбом Glee: The Music, Volume 2. Актёр Мэтью Моррисон назвал эпизод «лучшим в сериале» на тот момент.

## Сюжет
После отстранения Уилл Шустер (Мэтью Моррисон) не может сопровождать хор на отборочные. Школьный методист Эмма Пилсберри (Джейма Мейс) решает отложить свою свадьбу на несколько часов и оказать Уиллу одолжение, поехав с учениками. Это не нравится её жениху, тренеру Кену Танака (Патрик Галлахер), который считает, что этот поступок совершён не ради хора, а ради Уилла.
Большинству членов хора известно, что настоящим отцом ребёнка Куинн Фабре (Дианна Агрон) является Пак (Марк Саллинг), а не Финн (Кори Монтейт). Они скрывают этот факт от Рейчел (Лиа Мишель) полагая, что она расскажет Финну. Эмма берёт на себя обязанности руководителя хора, и они начинают работать с сет-листом и распределять песни. Рейчел вызывается петь сольную балладу, однако Мерседес (Эмбер Райли) против этого, и исполняет «And I Am Telling You I’m Not Going», которая срывает овации хористов. Рейчел соглашается, что Мерседес заслуживает шанса выступить сольно. Между тем Рейчел догадывается, что в действительности отцом ребёнка Куинн является Пак, и она решает рассказать об этом Финну. Финн устраивает скандал, однако Куинн признаёт, что это правда. Возмущённый их предательством, Финн покидает хор. На скорую руку студенты находят ему замену — школьного корреспондента Джейкоба Азраэля (Джош Сассман). «Новые горизонты» отправляются на отборочные, и обнаруживают, что конкуренты исполняют песни из их сет-листа. Выступление «Новых горизонтов» на грани провала, и Эмма звонит Уиллу, чтобы тот поговорил с Финном и убедил его вернуться. Эмма разговаривает с руководителями других хоров, которые не скрывают факт кражи их песен, оправдывая это желанием победить. В последний момент после разговора с Уиллом прибывает Финн и приносит им ноты, найденные в интернете. Он соглашается выступить, но только ради хора. Мерседес соглашается, что лучшей солисткой хора является Рейчел, просит её «сходу» исполнить сольную партию. Рейчел поёт «Don’t Rain on My Parade» в качестве открывающего номера выступления «Новых горизонтов» и получает бурные овации. Хор успешно экспромтом исполняет композицию «You Can’t Always Get What You Want» группы Rolling Stones. После завершения руководитель конкурирующего хора Грейс Хитченс (Ив) пытается рассказать судьям о подлоге и краже песен, но судьи единогласно решают, что «Новые горизонты» выиграли конкурс.
Уилл Шустер объясняется со своей женой, и говорит, что уже не чувствует к ней того, что раньше. Он отправляется на свадьбу Кена и Эммы и узнаёт, что она не состоится: Кен отказался жениться и расстался с Эммой, так как та ещё испытывает чувства к Уиллу. Она решает покинуть школу МакКинли, так как работать дальше с Уиллом и Кеном для неё слишком болезненно. После возвращения хора директор Фиггинс (Айкбал Теба) уличает Сью Сильвестр (Джейн Линч) в передаче сет-листа хора конкурентам и восстанавливает Уилла в качестве руководителя хорового клуба. Хористы показывают ему привезённый трофей и исполняют специально для него песню «My Life Would Suck Without You». Когда Эмма готовится покинуть школу, Уилл догоняет её и целует.

## Реакция
Серию посмотрели 8,127 млн американских телезрителей, что стало максимальным показателем на тот момент и чуть большим, чем у предыдущего эпизода. В Канаде эпизод посмотрели 1,6 млн человек, что позволило шоу занять десятую строчку в недельном рейтинге телепередач . Музыкальные номера серии были одобрены критиками, так же, как и развитие отношений между Эммой Пилсберри и Уиллом Шустером, хотя Дэн Снайерсон из Entertainment Weekly предположил, что было бы предпочтительнее оставить сюжетную линию с их романом незавершённой . Джеймс Понивозик из Time посчитал, что разоблачение лже-беременности Терри в прошлом эпизоде является хорошей почвой для новой, более успешной, второй половины сезона, которая стартовала с эпизода «Sectionals». Эрик Голдман из IGN поставил эпизоду 9 баллов из 10 и назвал его «крайне удовлетворяющим», а Реймонд Фландерс из The Wall Street Journal оценил неожиданный и сильный финал.